# Enantiômero
Os enantiómeros (português europeu) ou enantiômeros (português brasileiro) são moléculas que são imagens no espelho uma da outra e não são sobreponíveis, nem por rotação, nem por translação. A mistura de enantiômeros numa solução denomina-se mistura racêmica. Enantiômero é um de dois estereoisômeros de um composto quiral e pode ser a base do efeito terapêutico pretendido. A maioria das moléculas presentes na estrutura dos organismos vivos são quirais. Por exemplo, dos vinte aminoácidos do nosso organismo, 19 estão na forma L e o único que não está na forma L é a glicina, só porque não é um composto quiral. Fica bem explícita a relevância da quiralidade em organismos vivos.
São estereoisômeros que têm as mesmas propriedades físicas e químicas, exceto pela interação com o plano de luz polarizada ou com outras moléculas quirais.E consequentemente possuem atividade biológica diferente, mesmo possuindo ligações químicas e distâncias semelhantes.
A maioria das substâncias apresenta 2 estereoisômeros, quando se tem somente um centro quiral, que pode ser a partir de uma molécula de carbono, ou de outras moléculas. A quantidade de isômeros opticamente ativos pode ser dada a partir da quantidade de carbonos quirais diferentes em uma molécula. Se uma dada molécula tiver n estereocentros (centros quirais), existirão  isômeros ópticos ativos. 
Os enantiômeros apresentam os mesmos pontos de fusão, ebulição e espectros UV, IV, RMN, EM e mesmo peso molecular, mas apresentam diferentes desvios de plano de luz polarizada, bem como interação com sistemas quirais. 
Em organismos vivos os enantiômeros também produzem atividade biológica distinta. Um caso muito famoso foi o da talidomida, também chamado os "filhos da talidomida", no qual esta substância  por possuir enantiômeros com  propriedades distintas - uma que ajuda no controle de enjoos e mal-estar e outra  teratogênica, ou seja, que ocasiona malformações no feto - causou certa polêmica por estar sendo usada em um medicamento. A talidomida é metabolizada no organismo e transformada em seu estereoisômero S, que é teratogênico.
Quando a molécula é simétrica (molécula não quiral), a substância é chamada de Meso
```
  ex:     H-        -H
          Br--C---C--Br ; possui centro de simetria
          F-        -F 
```

Isômero Meso: é um isômero inativo por compensação interna, ou seja é um composto que possui dois carbonos assimétricos (2C*) com ligantes iguais e um dos carbonos desvia a luz polarizada de um ângulo µ para a direita e o outro C* desvia a luz polarizada de um ângulo µ para a esquerda, portanto o desvio final será nulo. 

## Separação de enantiômeros
A separação de enantiômeros foi, por muito tempo, um problema, já que apresentam exatamente as mesmas propriedades físico-químicas. Hoje, no entanto, se conhecem várias formas de separá-los.

### Cromatografia Gasosa
A forma mais difundida de separação enantiomérica é por cromatografia gasosa, com o uso de uma coluna de fase quiral.

### Transformação em diastereoisômeros
Outra forma, menos comum, consiste em reagir a mistura (R e S) com um reagente puro (S, por exemplo). O resultado serão dois produtos: RS e SS, diastereoisômeros facilmente separáveis por métodos padrões. Após a separação, é necessária a reação inversa para se obter novamente o composto de partida. A dificuldade desse método reside justamente neste ponto.

### Separação enzimática
Uma outra forma também muito útil baseia-se em, dada uma mistura de enantiômeros, adicionar uma enzima seletiva que reage apenas com uma das formas quirais. O resultado é que a forma indesejada será completamente convertida pela enzima, deixando a forma de interesse intacta.